# La Muerte de Güemes (pintura)
La Muerte de Güemes, es una pintura al óleo del pintor argentino Antonio Alice, realizada en el año 1910.
Fue premiada con Medalla de Oro Salón del Centenario en (1910), actualmente se encuentra en la Legislatura de la Provincia de Salta.